# Parafia Świętej Trójcy w Niegowie
Parafia Świętej Trójcy w Niegowie – parafia rzymskokatolicka należąca do dekanatu radzymińskiego, diecezji warszawsko-praskiej, metropolii warszawskiej Kościoła katolickiego. 
Parafia erygowana w 1468 roku. Mieści się przy ulicy Kościelnej 41. Parafię prowadzą księża diecezjalni.

## Zasięg parafii
Do parafii należą wierni z następujących miejscowości: Gaj, Młynarze, Niegów, Słopsk, Ślubów (bez Grądów), Wysychy (część). 